# Нови Грабовац
Нови Грабовац је насељено место у саставу града Новске, у западној Славонији, Република Хрватска.

## Становништво
Насеље је према попису становништва из 2011. године имало 14 становника.
| Националност       | 1991.        |
| Срби               | 105 (96,33%) |
| Хрвати             | 0            |
| Југословени        | 0            |
| остали и непознато | 4 (3,66%)    |
| Укупно             | 109          |